# Clara Frijs

Comtesse Clara Frijs (litografi av målning av Henriette Sjöberg (1842–1915)).

Clara Friis är en dansk päronsort, som skapades i Stensved på södra Själland, Danmark, i mitten av 1800-talet. Päronen är medelstora, toppiga med ett blankt, skinande grönt skal som när päronet mognar färgas gult och eventuellt blir rödkindat på solsidan. Kärnhuset är smalt, köttet fast, sprött och mycket saftigt. Smaken är god, söt och frisk.